# Indianlax
Indianlax (Oncorhynchus nerka) är en fiskart som först beskrevs av den tyske naturalisten Walbaum 1792. Indianlaxen ingår i släktet Oncorhynchus och familjen laxfiskar.
Fisken planteras in på prov i Sverige i bland annat Vättern och Ringsjön i Skåne under 1950- och 1960-talen. I de flesta vatten dog den ut, men i juli 2016 fångades ett flertal exemplar i Abbortjärn i Ragunda kommun.